# Bon appétit (film)
Pour les articles homonymes, voir Bon Appétit (homonymie).
Pour plus de détails, voir Fiche technique et Distribution.
Bon appétit est un film espagnol réalisé par David Pinillos, sorti en 2010.

## Synopsis
Daniel, un jeu chef, accomplit son rêve de travailler pour la star de la gastronomie Thomas Wackerle dans son restaurant de Zürich. Petit à petit, il tombe amoureux de la sommelière, Hanna.

## Fiche technique
- Titre : Bon appétit
- Réalisation : David Pinillos
- Scénario : Paco Cabezas, David Pinillos et Juan Carlos Rubio
- Musique : Marcel Vaid
- Photographie : Aitor Mantxola
- Montage : Fernando Franco
- Production : Pedro Uriol
- Société de production : Morena Films, ARRI Film & TV Services, Egoli Tossell Pictures, Euskal Irrati Telebista, Orio Produkzioak, Pixstar, R. T. I., Schweizer Fernsehen et Zodiac Pictures International
- Pays :  Espagne,  Allemagne,  Suisse,  Italie et  France
- Genre : drame et romance
- Durée : 91 minutes
- Dates de sortie : 
  -  Espagne : 12 novembre 2010

## Distribution
- Unax Ugalde : Daniel
- Nora Tschirner : Hanna
- Giulio Berruti : Hugo
- Herbert Knaup : Thomas
- Elena Irureta : la mère de Daniel
- Xenia Tostado : Eva
- Sabina Schneebeli : Rachel
- Rainer Guldener : le médecin
- Susana Abaitua : Sara
- Marga Altolaguirre : Rita
- Ander Vildósola Gala : Nils
- Enaut Gantxegi : Jacob
- Irie Leon Dje Bi : Paul
- Pei Feng Ye : Frank
- Ibán Malo : Lukas
- Daniel Alonso : Samuel
- Eva Nilsen : Sibel
- Virginia Goméz : Irina
- Madeleine Trabilzsch : Lola

## Distinctions
Le film a reçu le prix Goya du meilleur nouveau réalisateur.